# Philodromus dispar
Philodromus dispar este un păianjen din familia Philodromidae. 

## Descriere

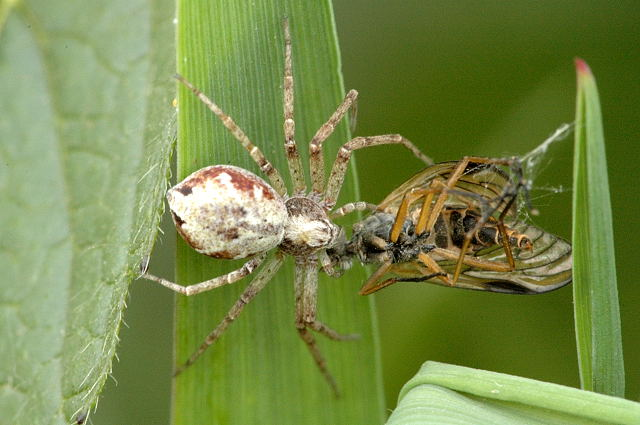
Femelă cu prada

Acest păianjen are o lungime cuprinsă între 4 - 5 mm. Femelă acestei specii posedă culori și dimensiuni diferite. La femelă predomină culorile galben și maro deschis. Culoarea masculului variază între maro închis și negru. Marginile carapacei sunt albe. 

## Modul de viață
Se hrănește cu muște și alte insecte. El nu țese pânză, vânează prada în mod activ.

## Răspândire
Această specie este larg răspândită în Europa, din Irlanda până în Siberia Centrală, lipsește în Islanda.